# Saint-Hilaire-sur-Yerre
Saint-Hilaire-sur-Yerre és un municipi francès, situat al departament de l'Eure i Loir i a la regió de Centre – Vall del Loira. L'any 2007 tenia 495 habitants.

## Demografia

### Població
El 2007 la població de fet de Saint-Hilaire-sur-Yerre era de 495 persones. Hi havia 210 famílies, de les quals 44 eren unipersonals (16 homes vivint sols i 28 dones vivint soles), 99 parelles sense fills, 59 parelles amb fills i 8 famílies monoparentals amb fills.
La població ha evolucionat segons el següent gràfic:
Habitants censats

### Habitatges
El 2007 hi havia 273 habitatges, 216 eren l'habitatge principal de la família, 38 eren segones residències i 19 estaven desocupats. Tots els 272 habitatges eren cases. Dels 216 habitatges principals, 190 estaven ocupats pels seus propietaris, 24 estaven llogats i ocupats pels llogaters i 2 estaven cedits a títol gratuït; 3 tenien dues cambres, 31 en tenien tres, 77 en tenien quatre i 105 en tenien cinc o més. 165 habitatges disposaven pel capbaix d'una plaça de pàrquing. A 79 habitatges hi havia un automòbil i a 125 n'hi havia dos o més.

### Piràmide de població
La piràmide de població per edats i sexe el 2009 era:
| Homes | Edats   | Dones |
| ----- | ------- | ----- |
| 0     | 95 o +  | 0     |
| 0     | 90 a 94 | 0     |
| 0     | 85 a 89 | 0     |
| 8     | 80 a 84 | 0     |
| 16    | 75 a 79 | 16    |
| 8     | 70 a 74 | 16    |
| 12    | 65 a 69 | 8     |
| 12    | 60 a 64 | 16    |
| 28    | 55 a 59 | 12    |
| 8     | 50 a 54 | 28    |
| 28    | 45 a 49 | 8     |
| 20    | 40 a 44 | 44    |
| 20    | 35 a 39 | 16    |
| 28    | 30 a 34 | 16    |
| 8     | 25 a 29 | 16    |
| 12    | 20 a 24 | 16    |
| 28    | 15 a 19 | 16    |
| 12    | 10 a 14 | 16    |
| 16    | 5 a 9   | 20    |
| 12    | 0 a 4   | 12    |

## Economia
El 2007 la població en edat de treballar era de 330 persones, 233 eren actives i 97 eren inactives. De les 233 persones actives 217 estaven ocupades (110 homes i 107 dones) i 16 estaven aturades (10 homes i 6 dones). De les 97 persones inactives 59 estaven jubilades, 20 estaven estudiant i 18 estaven classificades com a «altres inactius».

### Ingressos
El 2009 a Saint-Hilaire-sur-Yerre hi havia 218 unitats fiscals que integraven 529,5 persones, la mediana anual d'ingressos fiscals per persona era de 18.410 €.

### Activitats econòmiques
Dels 10 establiments que hi havia el 2007, 4 eren d'empreses de construcció, 5 d'empreses de comerç i reparació d'automòbils i 1 d'una empresa immobiliària.
Dels 5 establiments de servei als particulars que hi havia el 2009, 1 era un taller de reparació d'automòbils i de material agrícola, 1 paleta, 2 guixaires pintors i 1 lampisteria.
L'únic establiment comercial que hi havia el 2009 era una botiga de menys de 120 m².
L'any 2000 a Saint-Hilaire-sur-Yerre hi havia 21 explotacions agrícoles que ocupaven un total de 1.246 hectàrees.

## Equipaments sanitaris i escolars
El 2009 hi havia una escola maternal integrada dins d'un grup escolar amb les comunes properes formant una escola dispersa.

## Poblacions més properes
El següent diagrama mostra les poblacions més properes.